# Comuna de Stawiski
Stawiski (polaco: Gmina Stawiski) é uma gminy (comuna) na Polónia, na voivodia de Podláquia e no condado de Kolneński. A sede do condado é a cidade de Stawiski.
De acordo com os censos de 2004, a comuna tem 6639 habitantes, com uma densidade 40,1 hab/km².

## Área
Estende-se por uma área de 165,55 km², incluindo:
- área agricola: 75%
- área florestal: 19%

## Demografia
Dados de 30 de Junho 2004:
|                      | Total   | Total | Mulheres | Mulheres | Homens  | Homens |
| -------------------- | ------- | ----- | -------- | -------- | ------- | ------ |
|                      | pessoas | %     | pessoas  | %        | pessoas | %      |
| População            | 6639    | 100   | 3277     | 49,4     | 3362    | 50,6   |
| Densidade (pop./km²) | 40,1    | 100   | 19,8     | 19,8     | 20,3    | 20,3   |

De acordo com dados de 2002, o rendimento médio per capita ascendia a 1221,57 zł.

## Comunas vizinhas
- Grabowo, Jedwabne, Kolno, Mały Płock, Piątnica, Przytuły